# Yaverland
Yaverland är en by i civil parish Sandown, på ön Isle of Wight, i grevskapet Isle of Wight i England. Byn är belägen 12 km från Newport. Yaverland var en civil parish fram till 1933 när blev den en del av Sandown Shanklin, Bembridge och Brading. Civil parish hade 138 invånare år 1931. Byn nämndes i Domedagsboken (Domesday Book) år 1086, och kallades då Everlant/Evreland.